# Clyard Kettle-holes SAC
Clyard Kettle-holes SAC este o arie protejată (arie specială de conservare — SAC, sit de importanță comunitară — SCI) din Irlanda întinsă pe o suprafață de 116,8 ha, integral pe uscat.

## Localizare
Centrul sitului Clyard Kettle-holes SAC este situat la coordonatele 53°34′51″N 9°10′44″W / 53.580953°N 9.178822°V.

## Înființare
Situl Clyard Kettle-holes SAC a fost declarat sit de importanță comunitară în mai 2003 pentru a proteja un număr necunoscut de specii din flora spontană și fauna sălbatică aflate în arealul zonei. Situl a fost protejat și ca arie specială de conservare în septembrie 2022.

## Biodiversitate
Situată în ecoregiunea atlantică, aria protejată conține 2 habitate naturale: Turlough, Mlaștini calcaroase cu Cladium mariscus și specii de Caricion davallianae.
La baza desemnării sitului se află un număr nedeclarat de specii protejate.